# داریوش ماسکولیشناس
داریوش ماسکولیشناس (انگلیسی: Darius Maskoliūnas؛ زادهٔ ۶ ژانویهٔ ۱۹۷۱) بازیکن بسکتبال اهل لیتوانی است.
وی در مسابقات کشوری و بین‌المللی در مجموع برندهٔ ۱ مدال برنز شده‌است.